# Yan Haibin
Yan Haibin (chinesisch 陳佳鵬 Chén Jiāpéng; * 8. Januar 2003 in Wuzhou) ist ein chinesischer Leichtathlet, der sich auf den Sprint spezialisiert hat.

## Sportliche Laufbahn
Erste internationale Erfahrungen sammelte Yan Haibin im Jahr 2023, als er bei den World University Games in Chengdu in 20,67 s den fünften Platz im 200-Meter-Lauf belegte und mit der chinesischen 4-mal-100-Meter-Staffel in 38,80 s die Goldmedaille gewann. Im Oktober nahm er mit der Staffel an den Asienspielen in Hangzhou teil und siegte dort in 38,29 s gemeinsam mit Chen Guanfeng, Xie Zhenye und Chen Jiapeng. Bei den World Athletics Relays 2024 auf den Bahamas gelangte er mit 38,75 s auf den sechsten Platz und sicherte damit dem Team einen Startplatz bei den Olympischen Sommerspielen in Paris, bei denen er mit 38,06 s im Finale den siebten Platz belegte.

## Persönliche Bestzeiten
- 100 Meter: 10,22 s (+0,8 m/s), 11. Juni 2021 in Shaoxing
  - 60 Meter (Halle): 6,75 s, 27. Februar 2024 in Chengdu
- 200 Meter: 20,56 s (+0,1 m/s), 26. Juni 2021 in Chongqing